# Sacco di Baltimore

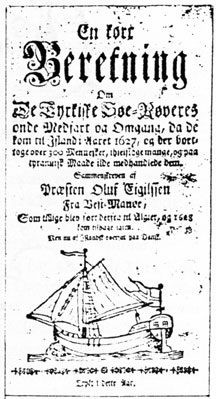
Copertina del libro di Oluf Eigilsson (1628). Oluf Eigilsson fu catturato da Murat Reis il Giovane (noto come Morat Reis in Occidente) nel 1627 sull'isola di Vestmannaeyjar vicino all'Islanda. Fu portato ad Algeri, ma riscattato e rilasciato nel 1628. Dopo il ritorno in Islanda, scrisse un libro in danese sulla sua esperienza con i corsari.

Il sacco di Baltimore ebbe luogo il 20 giugno 1631, quando il villaggio di Baltimore nella Contea di Cork, in Irlanda, fu attaccato dall'Algeria ottomana dalla costa barbaresca del Nord Africa composta da olandesi, algerini e turchi ottomani. L'attacco è stato il più grande dei pirati barbareschi contro l'Irlanda o la Gran Bretagna.
L'attacco fu guidato da un capitano olandese, Jan Janszoon van Haarlem, noto anche come Murad Reis il Giovane. Le forze di Murad furono condotte al villaggio da un uomo chiamato Hackett, il capitano di un peschereccio che aveva catturato in precedenza, in cambio della sua libertà. Hackett fu successivamente impiccato dalla scogliera fuori dal villaggio per cospirazione.

## Attacco
L'equipaggio di Murad, composto da olandesi, algerini e turchi ottomani, lanciò il suo attacco segreto contro il remoto villaggio il 20 giugno 1631. Furono catturati 111 abitanti del villaggio, per lo più coloni inglesi insieme ad alcuni irlandesi locali (alcuni rapporti riportano di un numero fino a 237). L'attacco si concentrò sulla zona del villaggio conosciuta fino ad oggi come la Baia. Gli abitanti del villaggio furono messi ai ferri e portati alla schiavitù in Nord Africa.

## Teorie cospirazioniste
Sussistono delle teorie di un complotto relative al raid. Esse suggeriscono che Sir Walter Coppinger, un eminente avvocato cattolico e membro della principale famiglia Cork, che era diventata la famiglia dominante nella zona dopo la morte di Sir Thomas Crooke, 1° Baronetto e fondatore della colonia inglese, orchestrò il raid per ottenere il controllo del villaggio dal capo locale gaelico, Sir Fineen O'Driscoll. Fu O'Driscoll che aveva concesso in licenza ai coloni inglesi la redditizia pesca delle sardine a Baltimore. Il sospetto indica anche i parenti in esilio di O'Driscoll, che erano fuggiti in Spagna dopo la battaglia di Kinsale e non avevano alcuna speranza di ereditare Baltimore con mezzi legali. D'altra parte, Murad potrebbe aver pianificato il raid senza alcun aiuto; è noto che le autorità avevano informazioni avanzate su un raid pianificato sulla costa di Cork, sebbene si pensasse che il centro abitato di Kinsale fosse un obiettivo più probabile di Baltimore.

## Risvolti
Alcuni prigionieri furono destinati a vivere i loro giorni come schiavi delle galee, remando per decenni senza mai mettere piede a riva mentre altri avrebbero trascorso lunghi anni negli harem o come braccianti. Al massimo tre di loro tornarono in Irlanda. Uno fu riscattato quasi subito e altri due nel 1646.
All'indomani del raid, i restanti abitanti del villaggio si trasferirono a Skibbereen e Baltimore fu praticamente deserta per generazioni.

## Riferimenti nella cultura di massa
- L'evento ha ispirato Thomas Davis a scrivere la sua famosa poesia The Sack of Baltimore.[6]
- Un resoconto dettagliato del sacco di Baltimore può essere trovato nel libro The Stolen Village: Baltimore and the Barbary Pirates di Des Ekin .
- Nel 1999, il raid a Baltimore è stato interpretato in una sceneggiatura intitolata Roaring Water, The Sack of Baltimore, dello sceneggiatore irlandese Sean Boyle.
- Nel 2014, Chris Bolister ha messo in musica la saga in The Ballad (Sack) of Baltimore, scritta dal punto di vista del catturato James Rooney.[7]
- Nel 2015, il raid ha ispirato la canzone Roaring Waters dall'album Last of Our Kind del gruppo hard rock britannico The Darkness. La band è stata ispirata a scrivere la canzone dopo aver sentito dell'attacco mentre si trovava a Valentia Island, a circa 50 miglia da Baltimorae.
- Nel 2018, il cantautore Tim O'Riordan ha commemorato il raid nella canzone Sail Away To Barbary sull'album Taibhse .